# Гидроксид гадолиния(III)
Гидрокси́д гадоли́ния(III) (тригидрокси́д гадолиния, химическая формула — Gd(OH)3) — неорганическое гадолиниевое основание. Наночастицы этого препарата потенциально могут использоваться для нанесения слоев различных лекарств, таких как диклофенак, ибупрофен и напроксен.

## Химические свойства
Если это соединение нагреть до 307°C, оно разлагается на оксид-гидроксид гадолиния(III) (GdOOH), который, в свою очередь, разлагается на оксид гадолиния (III) при постоянном нагревании. 

## Получение
Гидроксид гадолиния (III) получают различными способами, например, взаимодействием нитрата гадолиния(III) и гидроксида натрия: 
{\displaystyle {\ce {Gd(NO3)3 + NaOH -> Gd(OH)3 + NaNO3}}}

## Применение
Гидроксид гадолиния(III) не имеет коммерческого применения. Однако наночастицы гидроксида гадолиния(III) приобрели интерес в качестве агента для покрытия различных противовоспалительных препаратов, таких как диклофенак, ибупрофен и напроксен, из-за их нецитотоксичности. Наночастицы получают путём добавления основной анионообменной смолы к нитрату гадолиния(III).